# Rock It (Prime Jive)
"Rock It (Prime Jive)" é uma canção da banda britânica de rock Queen, lançada em novembro de 1980 no Lado B do single "Need Your Loving Tonight". Composição de Roger Taylor, faz parte do álbum The Game, lançado no mesmo ano.

## História
Roger Taylor compôs "Rock It" após o lançamento do álbum Jazz. Neste álbum, o cantor ficou decepcionado com suas próprias composições, e nas sessões de The Game, resolveu trazer elementos novos à sua música. Foi construída para ser a primeira faixa da banda a apresentar sintetizadores, algo que, no início, era exclusivo para as suas composições no álbum.
A gravação da música gerou uma discussão entre a banda. Roger Taylor queria cantá-la, mas o produtor Reinhold Mack preferia que Freddie Mercury gravasse os vocais. Duas versões para "Rock It" foram gravadas para John Deacon e Brian May escolherem a melhor. May ficou a favor da versão de Freddie, enquanto Deacon preferiu a de Taylor. No fim das contas, a versão final mesclou a voz dos dois cantores, com Mercury cantando a introdução, enquanto Roger o restante da canção. O baterista também toca guitarra neste registro.
Roger Taylor define "Rock It" como a sua canção "mais básica de sempre".

## Performances ao vivo
Foi tocada por pouco tempo durante a The Game Tour,de 1980, em apresentações, especialmente na América do Sul e, também, apareceria de forma mais regular no Hot Space Tour, mais especificamente nos concertos nas Américas e no Japão sendo a canção de abertura rodando algumas vezes com "The Hero".

## Ficha técnica
Banda
- Roger Taylor - vocais, guitarra, bateria
- Freddie Mercury - vocais
- Brian May - guitarra, vocais de apoio
- John Deacon - baixo